# Bennie Moten
Benjamin „Bennie“ Moten (* 13. November 1894 in Kansas City, Missouri; † 2. April 1935 ebenda) war ein US-amerikanischer Jazzpianist und Bandleader.

## Leben und Wirken

### 1894–1929
Moten lernte Klavier bei seiner Mutter, einer Pianistin; er spielte Tenorhorn im städtischen Jugendorchester, das von Dave Blackburn geleitet wurde, und lernte die weiteren musikalischen Grundlagen bei Charles T. Watts und Thomas „Scrap“ Harris, die aus dem Kreis um Jelly Roll Morton stammten. Bevor es zum Schulabschluss an der Lincoln High School kam, verließ er sie, um eine Musikerlaufbahn einzuschlagen. Moten war ein ausgezeichneter Stride-Pianist, der in den kleinen Clubs entlang der 18ten Straße von Kansas City auftrat. Er half zusammen mit Major N. Clark Smith, Dan Blackburn und Charles T. Watts die örtliche Musikerschutzvereinigung Local 627 – gegründet 1917 – aufzubauen.
1918 gründete er das B.B.& D. Orchestra (ein Ragtime-Trio; der Name steht für die Anfangsbuchstaben der Bandmitglieder) mit Dude Langford am Schlagzeug und Baley Hancock als Sänger. Die Band gedieh unter Motens Leitung, spielte im Panama Club von Kansas City und war sehr populär.
1922 gründete er seine erste Band unter eigenem Namen. In diesem Bennie Moten Orchestra spielten Thamon Hayes auf der Posaune, Willie Hall auf dem Schlagzeug, Woody Walder auf den Tenorsaxophon und Klarinette, Sam „Banjo Joe“ Tall auf dem Banjo und Lammar Wright auf dem Kornett. 1923 fanden durch die Vermittlung des Produzenten Winston Holmes die ersten Aufnahmen für das Okeh-Label statt. Insgesamt machte er 1923 bis 1925 vierzehn Aufnahmen für das Label (z. B. Crawdad Blues, Elephant’s Wobble, die mit zu den ersten Aufnahmen des Kansas City Jazz zählen, frühere von George E. Lee sind nicht veröffentlicht worden) und zusätzlich einige Aufnahmen mit den Blues-Sängerinnen Ada Brown und Mary Bradford.
Moten managte ab 1924 als erfahrener Geschäftsmann die Paseo Hall in Kansas City und öffnete sie für ein afro-amerikanisches Publikum. In diesem riesigen Tanzsaal trat Moten mit seiner achtköpfigen Band (1924 erweiterte er sein Sextett um Harry Cooper am Kornett und Harlan Leonard an Altsaxophon und Klarinette) zweimal pro Woche auf. Die Erweiterung ermöglichte es Moten, die Bläser der Band in zwei Bläsersätze zu teilen. Ab 1925 waren sie die führende Band in Kansas City, die Moten stetig zu einer traditionellen Bigband ausbaute. Don Byas behauptete, als Teenager um 1927 mit ihm gearbeitet zu haben.
1928 bespielte Motens inzwischen auf elf Musiker gewachsene Band das Lafayette Theater und den Savoy Ballroom in Harlem. Die Tänzer mochten den Stil, da er sich von Fletcher Hendersons und Duke Ellingtons in seiner langsam stampfenden Art unterschied (Stomp). Moten hatte sich von Anfang an eine Chance gegen Chick Webb, Henderson und die großen Bands ausgerechnet und verfolgte das Ziel, sein Orchester ebenso erfolgreich zu machen.
Besonders begehrlich sah er auf die Blue Devils von Walter Page, die bei Jazzhistorikern als die beste Band des Kansas City Stils gewertet wurden. Insbesondere fehlten ihm starke Sänger (wie Jimmy Rushing bei den Devils) und sich abhebende Solisten in seiner Band. Nachdem er 1929 einige ehemalige Blue-Devils-Musiker (Hot Lips Page, Count Basie, den Sänger Jimmy Rushing und den Posaunisten und Gitarristen Eddie Durham) in seine Band gebracht hatte, gab es Streit in seiner Band, weil er dazu langjährige Mitglieder entließ, und einige weitere seiner Musiker verließen ihn. Thamon Hayes gründete seine eigene Band, die mit Hilfe von Jesse Stone Motens Gruppe Konkurrenz machte und sie bei einem „cutting contest“ 1932 sogar schlug.

### 1930–1935
Count Basie, der Moten überredete, ihm seinen Platz am Klavier zu überlassen, um sich besser um die Leitung des Orchesters kümmern zu können, verlieh der Band ein besonderes Gepräge. Basie schrieb nach eigenen Angaben auch Arrangements für die Band, in denen dem Blues mehr Gewicht verliehen wurde. Ab Ende 1931 kamen weitere Starsolisten zur Band, insbesondere Ben Webster und der Altsaxophonist und Klarinettist Eddie Barefield, ebenso wie der frühere Blue Devils-Chef Walter Page. Moten kaufte für die Ostküsten-Tournee im Winter 1931 Arrangements von Benny Carter und Horace Henderson, wechselte vom „two beat“ zum „four beat“ (dem damals ungewöhnlichen Walking Bass von Walter Page am Kontrabass) und erlebte damit eine katastrophale Niederlage gegen die Kansas City Rockets von Thamon Hayes beim traditionellen Musikerball im Mai 1932. Vergleichsweise erfolglos war ihre Ostküstentournee 1932, wo sie vom Publikum schlecht aufgenommen wurden. Im Dezember 1932 nahmen sie in niedergeschlagener Stimmung  heute legendäre Aufnahmen bei Victor auf (Toby, Moten Swing, Lafayette, Prince of Wales u. a.), bei denen Moten im Übrigen fehlte. Nach McCarthy waren die fast alle von Eddie Durham mit Unterstützung von Eddie Barefield geschriebenen Arrangements dieser letzten Aufnahmen zusammen mit den meisten der von 1929 und 1931 hinzugekommenen Star-Solisten (wie Webster, Durham, Basie, Hot Lips Page und Barefield, die sie umsetzen könnten) der ausschlaggebende Faktor, dass Bennie Moten heute als zentrale Figur des Kansas City Jazz in Erinnerung ist.
1933 war für die Band ein schwieriges Jahr, obwohl neue Musiker aus den aufgelösten Original Blue Devils hinzukamen, u. a. Buster Smith und Lester Young. Für kurze Zeit holte sich Moten 1934 George E. Lee als Co-Leiter, weil er sich von seinen Entertainer-Fähigkeiten Vorteile versprach. Andere Musiker gingen: Zu Basies 1933 gegründeter Band Count Basie and His Cherry Blossom Orchestra gehörte auch Herschel Evans sowie Jimmy Rushing als Sänger. Im selben Jahr gingen sie ohne Moten mit Basie nach Little Rock in Arkansas. Basies Band löste sich nach und nach auf. Die Popularität der Moten Band in Kansas City war nun wieder besser und Moten sicherte der Band kurz vor seinem Tod auch noch ein Auftreten in Denver. Motens tragischer Tod beendete diese Phase des Kansas City Jazz. Er unterzog sich einer leichten Routineoperation (Tonsillektomie, Mandel-Entfernung), wobei der Chirurg durch einen Kunstfehler eine Vene verletzte – Moten verblutete.
Nach seinem Tode leitete zunächst sein Neffe Buster das „Orchestra“ weiter, dem auch Basie noch einige Tage angehörte, gab dann aber auf. Count Basie gründete 1935 mit den Barons of Rhythm ein eigenes Orchester, wobei er auf viele ehemalige Musiker Motens zurückgriff. Die Kompositionen „Moten Swing“ (1932) und „South“ werden Moten zugeschrieben. Basie behauptete, „Moten Swing“ sei von Durham und ihm. Durham hatte vor seinem Weggang aus Motens Band auf dessen Wunsch hin einen ganzen Satz Arrangements geschrieben und war später erbost, sie bei Basie wiederzuhören (nach Durhams eigenen Angaben auch One O Clock Jump als Blue Ball.)